# 占领君士坦丁堡
占领君士坦丁堡（1918年11月13日 – 1923年10月4日）是在穆德洛斯停戰協定签订后，英国和法国占领奥斯曼帝国首都君士坦丁堡，導致奥斯曼帝国退出第一次世界大战。1918年11月2日法军开始进入该市，英軍于次日进驻。占领分为两个阶段：从1918年11月13日到1920年3月16日，是根据停战协定的占领；从1920年3月16日，是根据色佛尔条约的占领，直到1923年7月24日签署洛桑条约。1923年10月4日，最后一支协约国军队撤出该市。1923年10月6日，土耳其国民运动军队进驻该市。
早在1918年12月，协约国军在君士坦丁堡建立了协约国的军事管理。这是该市自1453年奥斯曼土耳其控制君士坦丁堡以来的唯一一次易手。
對君士坦丁堡以及伊兹密尔的佔領，激起了土耳其国民运动和土耳其独立战争。

## 图片

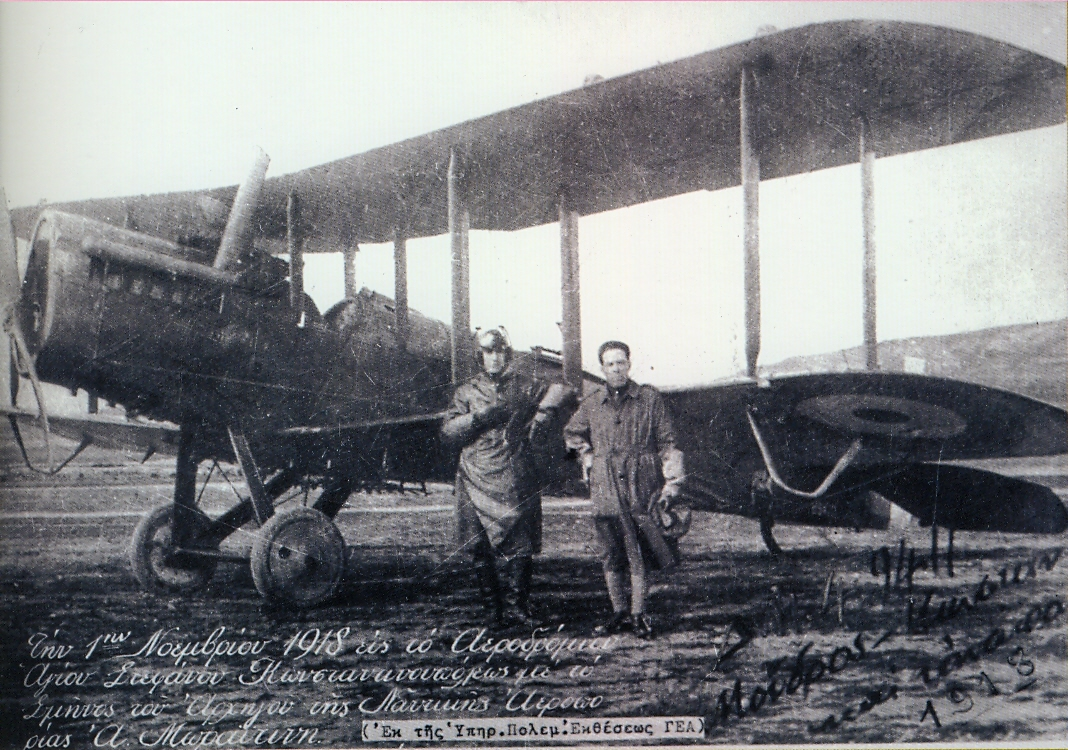
希腊飞行员在的圣斯特凡诺机场，穆德洛斯停战后
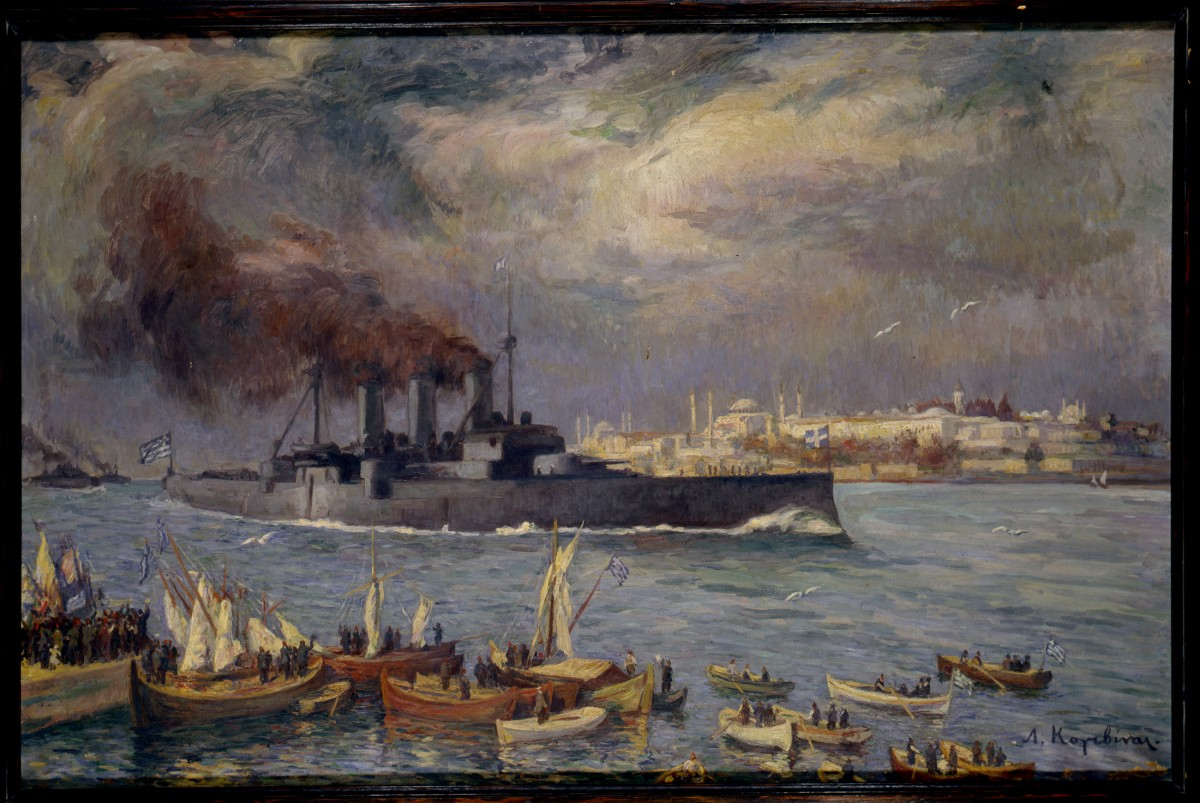
希腊海军装甲巡洋舰在博斯普鲁斯海峡，1919年
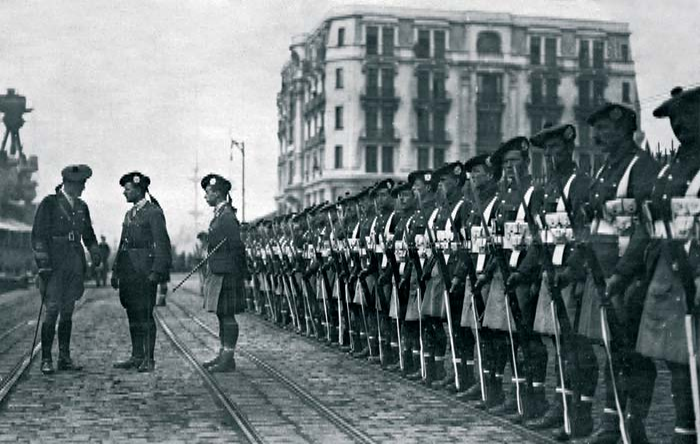
英国占领军在港口沿海电车轨道。新艺术运动风格的建筑，背景是土耳其航运总部。
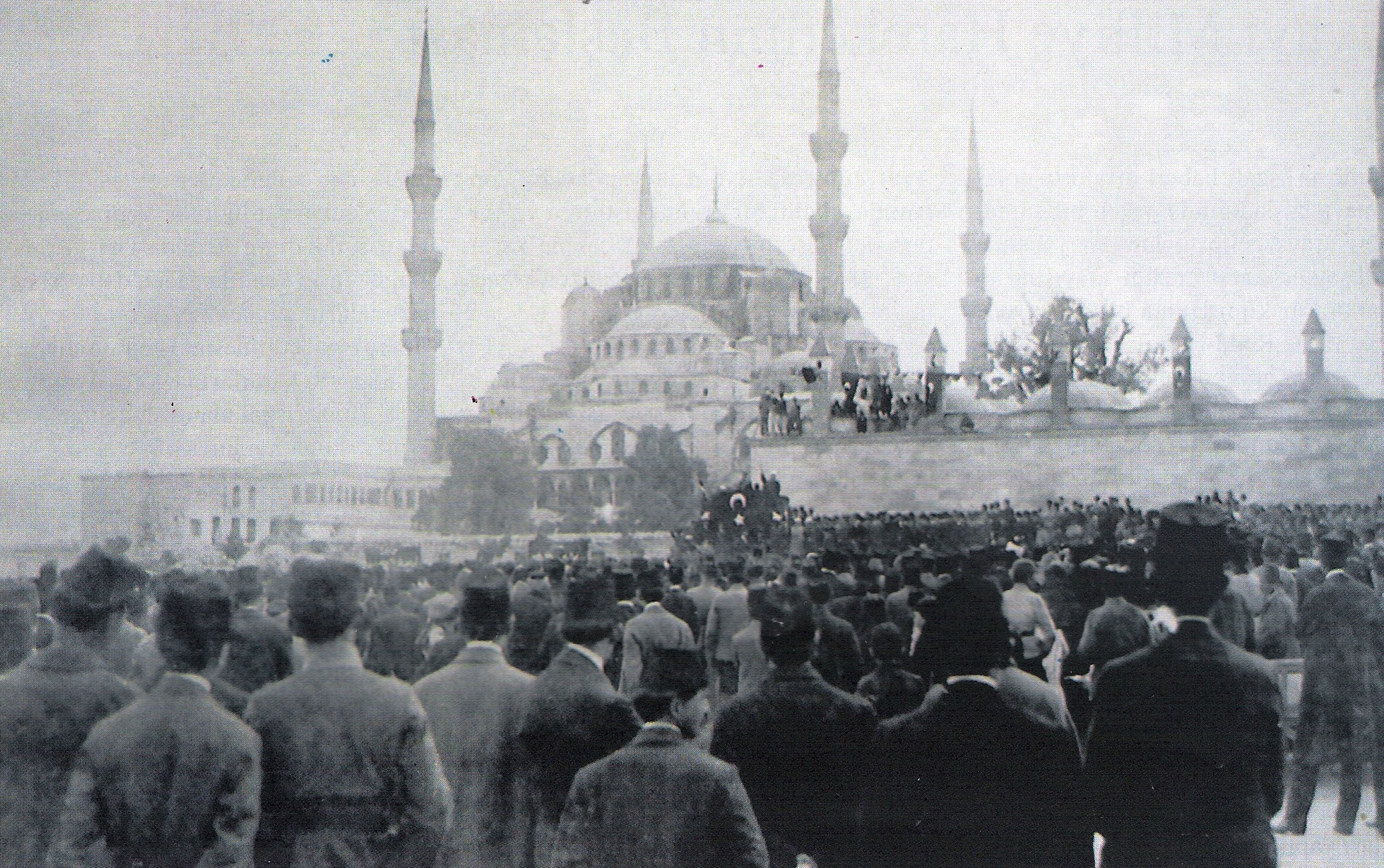
君士坦丁堡，1919年5月23日：反抗占领的抗议